# 2019年神奈川県HDD転売・情報流出事件
2019年神奈川県HDD転売・情報流出事件は、神奈川県庁で利用されていたHDD（ハードディスクドライブ）の転売による個人情報を含む行政文書などの情報が流出した個人情報漏洩事件。2019年12月6日に報道で判明した。

## 概要
神奈川県庁で個人情報や機密情報を含む行政文書の保存に使われていた3TBのHDD（ハードディスクドライブ）18個がインターネットオークションサイトで転売され、情報が流出した。
神奈川県とサーバなどのリース契約を結んでいる富士通リース（東京都千代田区）が2019年春に県にリースしているサーバからこのHDDを取り外し、契約に基づいたHDDの処分を処理会社のブロードリンク（東京都中央区）に外部委託した。同社の担当者がHDDの一部を持ち出してオークションサイトで転売し、このうち9個を購入したIT企業経営の男性がHDDの中身をデータ復元ソフトで確認したところ、神奈川県の公文書と思われるデータを発見して新聞社に情報提供したことから、新聞社が県に確認して流出が判明した。6日午前の県の発表によると持ち出されたHDDは計18個で、そのうち9個は回収済み、ほか9個の所在は記事作成時点（2019年12月6日）で不明とされている。流出したのは個人名や企業名記載の納税通知書、法人名記載の税務調査後の通知、個人名や住所が記載された自動車税の納税記録、企業の提出書類、県職員の業務記録や名簿などの個人情報を含むデータで、持ち出されたHDDは1個当たり3TBの保存容量を有するため、18台分で最大で54TBのデータが流出した可能性がある。

## 沿革
2019年春、神奈川県とリース契約を結んでいる富士通リースが、県庁内で情報共有に利用されている共有サーバから交換時期を迎えたHDDを取り外した後、データの破棄をブロードリンクに依頼した。県から同社に引き渡される前、HDDには簡易的なデータ削除が行われ、東京都内の同社の施設で保管されていたが、データの完全消去作業担当の男性が一部を持ち出し、オークションサイトに出品した。その後、IT企業経営の男性がオークションサイトでこのHDDを購入し、使用前に中身を確認してデータに気づいた。復元ソフトを利用して確認したところ、県の公文書と思われるデータが大量に保管されていたことから、事態を重く見た男性はこの件を新聞社に情報提供した。
2019年11月27日、新聞社が県に問い合わせたところ、HDDの製品番号から実際に県のサーバで利用されていたものであることが判明した。
2019年12月6日、この新聞社を含む複数の報道機関がこの事件を報道した。また、同日午前の県の発表によると転売を行った男性は18台のHDDを転売しており、そのうち9台は回収されたが、ほか9台の所在が不明のままとなっていた。
2019年12月7日、警視庁はHDDを持ち出してオークションサイトに出品した疑いでブロードリンクの50歳男性社員を逮捕した。男性は容疑を認め、「転売目的で複数回盗んだ」と供述している。
2019年12月19日、所在不明だった残り9台のうち5台のHDDを回収した。
2019年12月21日、神奈川県は所在不明だった残り4台のHDDを回収し、流出したすべてのHDDを回収したと発表した。回収の経緯は、このHDD4台のネットオークションでの落札者から連絡があり、落札者が県庁にHDDを持ち寄ったというもの。
2020年6月9日、元男性社員に対し東京地方裁判所は「プライバシーや企業秘密が保存されている可能性を認識しながらHDDなどを持ち出しており、非常に悪質だ」と指摘し、懲役2年執行猶予5年の判決を言い渡した。